# Byron Rakitzis
Byron Rakitzis (1968) es un programador y músico estadounidense.

## Biografía
Estudió en la Universidad de Princeton, obteniendo el título de Bachelor of Arts in Physics en 1990.
Año en el que ganó el premio IOCCC, en la categoría Mejor Utilitario.
Uno de sus trabajos más notables en informática es una reimplementación del rc shell del sistema operativo Plan 9 from Bell Labs, para sistemas tipo UNIX.
También desarrolló junto a Paul Haahr, el shell Es, que provee un lenguaje funcional, con funciones de orden superior.
Entre 1996 y 1998 estudió música en el Conservatorio de Utrecht, y actualmente dedica su tiempo a la música como flautista y fagotista independiente.
En 2007 entró en la Universidad de Washington para perseguir la Maestría en Ciencias en Ingeniería Eléctrica.

## Publicaciones
- Es: A shell with higher-order functions, Paul Haahr y Byron Rakitzis, Procedimientos del Invierno de 1993, Conferencia Técnica USENIX.[3]